# Doosan
Doosan Group (кор. 두산그룹, 斗山그룹) — один з найбільших південнокорейських чеболів (фінансово-промислових груп), міжнародна корпорація з широким спектром виробництв та мережею представництв по всьому світу. З моменту придбання в 2005 році компанії Daewoo Heavy Industries & Machinery, Doosan зорієнтувалася на ринок будівельної техніки, розпочавши з виробництва екскаваторів та фронтальних навантажувачів. Сьогодні Doosan займає 7-ме місце у світі з випуску землерийної та дорожньо-будівельної техніки.

## Історія
Doosan Group заснована в 1896 в Сеулі, як магазин. З того часу Doosan перетворилася на багатонаціональну, диверсифіковану бізнес-імперію, з особливим акцентом на споживчі товари, виробництво та торгівлю та будівництво.
Doosan активно розширюється за рахунок придбання великих компаній, у тому числі Doosan Heavy Industries (раніше Корея Heavy Industries, компанія важкого машинобудування, що спеціалізується на опріснювальних установках) в 2001 році, Koryeo в 2004 і Doosan Infracore, колишня Dae будівельної техніки) у 2005 році.
У 2006 році Doosan придбав низку світових компаній, у тому числі інжинірингову компанію Mitsui Babcock (перейменована на Doosan Babcock) та Kvaerner IMGB, найбільша компанія з лиття та кування в Румунії. У 2007 році Doosan придбав Bobcat Company, ставши сьомим за величиною у світі постачальником будівельної техніки.
Doosan в даний час має 25 дочірніх компаній у Кореї та 86 зарубіжних філій у 35 країнах світу. Doosan має понад 38 тис. співробітників (20 тис. у Кореї та 18 тис. за кордоном) та всесвітньою мережею понад 1400 дилерів.

### Основні напрямки діяльності
Продукцією компанії є екскаватори, споживчі товари, нерухомість, фінансові послуги, IT послуги, медіа, роздрібна торгівля, промислове обладнання та консалтинг.
Doosan володіє основними технологіями для котлів, турбін та генераторів (BTG) — трьох ключових компонентів сучасної переробки викопного палива. Це тепер позиціонує компанію у тій самій лізі, як GE (США), Siemens (Німеччина) та Alstom (Франція). За даними «Файненшл Таймс», через низку великих придбань Doosan Heavy стала четвертим за величиною силовим установником і виробником устаткування світі, позаду General Electric, Siemens і ABB.
Doosan Machine Tools є виробником металообробних верстатів Doosan.
DICE (Doosan Infracore Construction Equipment, глобальний альянс будівельних брендів, який включає Doosan, Bobcat і Moxy Doosan) посіли 6-е місце у 2010 році в рейтингу 50 найбільших у світі виробників будівельної техніки.

### Ядерне та інше енергетичне обладнання
Було продано обладнання для найбільших ядерних об'єктів генерації енергії у Сполучених Штатах. Doosan постачає обладнання, що складається з елементів керування приводних механізмів (CEDM) і реакторів на АЕС Пало-Верде, на АЕС в Тонопі, Арізона, потужністю 1400 МВт (реактор використовується для підтримки тиску опір охолоджуючої рідини, в той час як CEDM (control element drive mechanism) — це пристрій, що використовується для управління ступенем ядерної реакції).
Doosan постачатиме обладнання для енергоблоків AP1000 для двох підрозділів, які будуть побудовані в штаті Джорджія (з урахуванням погоджень, два блоки планується ввести в дію в 2016 та 2017 рр.).

### Китайський ринок
Наприкінці травня 2008 року Doosan підписала меморандум про взаєморозуміння та співпрацю з CNNC у галузі нових ядерно-енергетичних проектів у Китаї. Серед проектів постачання парогенераторів та реакторів для АЕС Ціньшань, а також обладнання для двох енергоблоків AP1000 для АЕС Саньмень та два для АЕС Хайян.

## Структура
Інфраструктура Doosan складається з шести дочірніх компаній: Doosan Corporation, Doosan Enerbility (колишня назва Doosan Heavy Industries & Construction), Doosan Infracore, Doosan Engineering & Construction, Doosan Engine та Doosan Machine Tools. Ці дочірні компанії покликані забезпечити людей електроенергією, опрісненою питною водою, будівельною технікою, передовою технікою, оборонними постачаннями, будинками, дорогами та мостами, хімічним обладнанням та промисловими двигунами.

### Підрозділи
- США (4200) — Bobcat, 5700 осіб
- Великобританія — Doosan Babcock 4560 співробітників (грудень 2007), 5414 співробітників (грудень 2008)
- Румунія (762) — (Doosan IMGB SA) Soseaua Berceni
- Бельгія (500) — Frameries, Бельгія Doosan Infracore
- Польща (425) — Doosan Babcock Energy Polska
- Норвегія (120) — Doosan Moxy AS
- Чехія (1 000) — Skoda Power
- В'єтнам В'єтнам (1700) — Vina Doosan Heavy Industries
- Китай (2700) — Doosan Infracore

## Статистика
Річний оборот компанії становить 11 млрд доларів. Doosan займає лідируючі позиції у своєму сегменті і до кінця 2012 року розраховує стати третім у світі за величиною виробником будівельної техніки та обладнання після Caterpillar та Komatsu, з річним обсягом продажів 12 млрд доларів.